# نیاگاو ۶۰۴۳
سیارک ۶۰۴۳ (به انگلیسی: 6043 Aurochs، نامگذاری:1991RK2) شش هزار و چهل و سومین سیارک کشف شده‌است که در ۹ سپتامبر ۱۹۹۱ کشف شد.
قدر مطلق سیارک برابر ۱۳٫۵۰ است.